# Filomelo

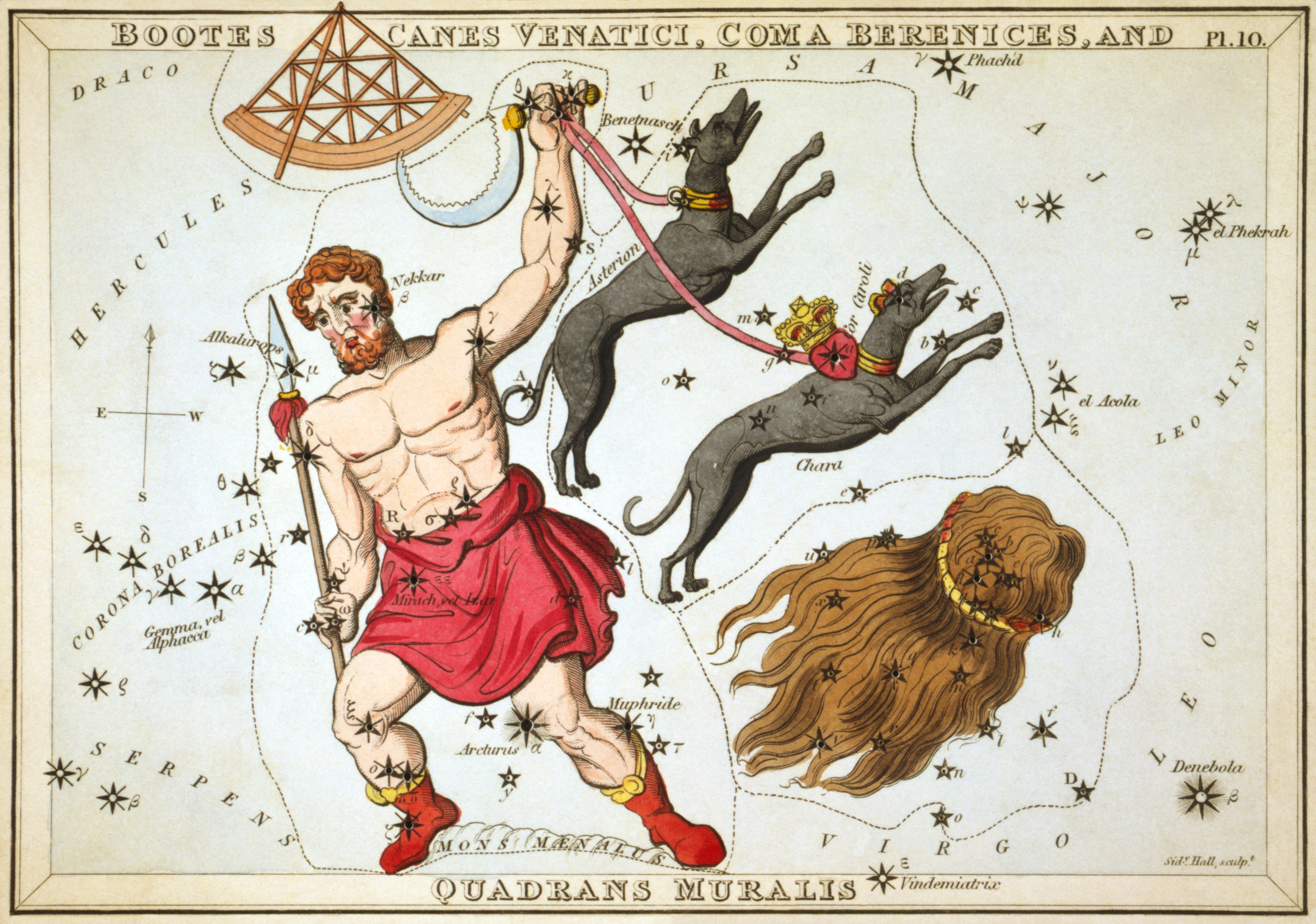
"Bootes, Canes Venatici, Coma Berenices, and Quadrans Muralis", plate 10 in Urania's Mirror, a set of celestial cards accompanied by A familiar treatise on astronomy ... by Jehoshaphat Aspin. London. Astronomical chart, 1 print on layered paper board : etching, hand-colored.

En la mitología griega, Filomelo (Φιλόμηλος, Philómēlos) era un semidiós menor, patrón de la ganadería, la labranza y la agricultura, tan solo mencionado en un mito a propósito del catasterismo del Boyero (Bootes).
Hermipo, que escribió sobre catasterismos, dice que Ceres (Deméter) yació con Yasión, hijo de Tusco. Muchos están de acuerdo con Homero, que dijo por eso mismo Yasión fue alcanzado con un rayo. De entre ellos está de acuerdo Petélides, escritor cretense de historias, que añade que de esa unión nacieron dos hijos, Filomelo y Pluto; estos nunca se llevaron bien pues Pluto, que era más rico, nunca compartía nada de su riqueza con su hermano. Filomelo, sin embargo, obligado por la necesidad, compró dos bueyes con lo que tenía, y se convirtió en el inventor de la carreta. Así se mantenía, arando y cultivando los campos. Su madre Ceres, admirada por su invento, lo puso entre las estrellas arando y lo llamó Boyero. Además dicen que hijo de Filomelo fue Parias, que dio su nombre al pueblo de Pario y a sus habitantes los denominó como parios.